# D23 (Disney)
D23: The Official Disney Fan Club (en español Club Oficial de Fanes de Disney) es el club oficial de seguidores Disney. Fundado en 2009, la organización es conocida principalmente por la gran exposición que lleva a cabo cada dos años, la D23 Expo.  El nombre D23 viene de la letra de D de Disney y el número 23 para 1923, que fue el año en que Walt Disney fundó la compañía.
El afiliado obtendrá como recompensa la llegada trimestral de Disney twenty-three (publicación exclusiva), regalos anuales, acceso a eventos, ofertas exclusivas en productos Disney, y un descuento y acceso preferencial a la D23 Expo.

## Historia

Logotipo D23 utilizado de 2009 a 2023.

El D23 fue presentado por Robert Iger el 10 de marzo de 2009 durante la reunión anual de la compañía. Tuvo un booth en la Comic-Con de San Diego en 2009 y, ese mismo año, del 10 al 13 de septiembre de 2009, se llevó a cabo la primera D23 Expo. En marzo de 2010, D23 anunció que la expo sería cada dos años, en lugar de anual y que habría un evento llamado Destination D los años de ausencia de la D23 Expo.
En febrero de 2013, la Walt Disney Company Japan anunció la primera D23 Expo en Japón que tomaría lugar del 12 al 14 de octubre en 2013.
En abril de 2013, el D23 y el Festival de TCM hicieron equipo para la celebración del 75.º aniversario de Blanca Nieves y los siete enanos y Kirk Douglas fue el anfitrión elegido para mostrar la reciente restauración de Veinte mil leguas de viaje submarino, restaurada a partir de los negativos originales.

## Eventos
Los eventos incluyen:
- La D23 Expo (2009–presente) cada dos años
- Destination D (2010–presente) un evento más pequeño que se alterna con la Expo, cada dos años.
  - Disneyland '55 (septiembre 24 y 25 de 2010) Disneyland Hotel's Grand Ballroom
- Proyección de avances
- Proyección de antiguas películas animadas de Disney con un panel de discusión
- Comida con una Leyenda (2014–presente)
- El día D23: Tours por Walt Disney Studios and Archives, llevados a cabo tres veces al año
- Visitas a los estudios para los Miembros VIP (2015) disponibles solo para los miembros Gold, son durante la semana de trabajo e incluyen un desayuno con una leyenda Disney y un regalo exclusivo para miembros VIP
- Light Up the Season (2015) originalmente un evento anual para empleados que marcaba el inicio de las vacaciones invernales. Los miembros del D23 adaptaron este festival haciendo su propia versión en la que cantan villancicos, toman chocolate caliente y admiran un hermoso árbol navideño.
- Noche de miembros en Newsies (musical) (2015–presente)[9]
- Experiencias Detrás de Cámaras (2015–presentes)
- Compras exclusivas para miembros, descuentos y juegos
- Disney Fanniversary Celebration[10]

## D23 Expo
La expo es bienal y presenta diversos eventos:
- Ceremonia de premios Disney Legends
- Primeros vistazos exclusivos a nuevos proyectos
- Participación de celebridad
- Tiendas pop-up con productos exclusivos
- Presentaciones en Disney history
- Concurso Mousequerade fan costume
- Emporium, para el comercio de coleccionables entre fanes
- Archivos de Disney del Walt exposición comisariada[11]
- Concurso de arte para fanes (2013–presente)

| Año  | Título                             | Fechas                 |
| ---- | ---------------------------------- | ---------------------- |
| 2009 | The Ultimate Disney Fan Experience | 10 al 13 de septiembre |
| 2011 | The Ultimate Disney Fan Event      | 19 al 21 de agosto     |
| 2013 | D23 Expo                           | 9 al 11 de agosto      |
| 2013 | D23 Expo Japan                     | 12 al 14 de octubre    |
| 2015 | D23 Expo                           | 14 al de agosto        |
| 2015 | D23 Expo Japan                     | 6 al 8 de noviembre    |
| 2017 | D23 Expo                           | 14 al 16 de julio      |
| 2019 | D23 Expo Japan                     | 10 al 12 de febrero    |
| 2022 | D23 Expo                           | 9 al 11 de septiembre  |
| 2024 | D23 Expo                           | 9 al 11 de agosto      |

### 2009:  The Ultimate Disney Fan Experience
El primera D23 Expo tuvo locación en el Anaheim Convention Center en Anaheim, California del 10 al 13 de septiembre en 2009. Presentó pabellones de Walt Disney Imagineering, exhibiendo modelos y pruebas de futuras atracciones, así como proyectos para refugios de personas sin hogar, Disney Consumer Products; mostró los muchos productos que iban a ser vendidos por Disney dentro del próximo años, una Disney Dream Store, trajes y accesorios de the Walt Disney Archives, un Foro de Coleccionistas, en donde personas de todas partes el país exhibieron y vendieron artículos coleccionables.
Los eventos se llevaron a cabo en el D23 Arena, en el Stage 23, en el Storytellers Theatre, y en Walt Disney Studios Theatre. Muchos los proyectos futuros fueron anunciados, incluyendo una expansión de Fantasyland en el Magic Kingdom, una película basada en  Yellow Submarine de Los Beatles, una cuarta película de la franquicia de Piratas del Caribe , una nueva película de los Muppet, así como clips y vistazos promocionando proyectos como Prep & Landing, Enredados, La Bella y la Bestia en 3D, un conjunto de videos vitales de los Muppet  y una serie de películas con Guillermo del Toro.
Incluidos en los artistas que participaron encuentran: John Travolta, Nicolas Jaula, Patricia Heaton, Kelsey Grammer, Tim Burton, Selena Gomez, Donny Osmond, Tom Bergeron, Kym Johnson, Betty White, Robin Williams, Joseph Fiennes, Johnny Depp (caracterizado como El Capitán Jack Sparrow), así como shows en vivo de Miley Cyrus, Honor Society, y Los Muppets.

### 2011: The Ultimate Disney Fan Event

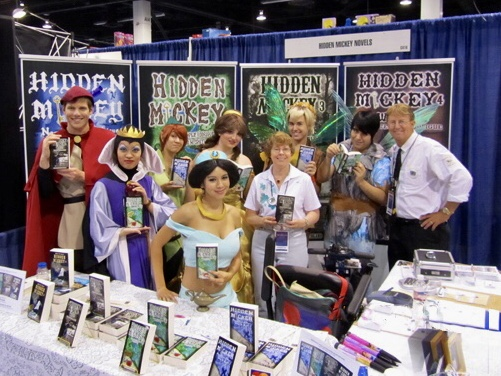
Cabina de Hidden Mickey en el Foro de Coleccionistas del D23 Expo 2011.

La D23 Expo regresó por segunda ocasión en el Anaheim Convention Center en Anaheim, California del 19 al 21 en 2011. De manera similar a la D23 Expo en 2009, la convención incluyó pabellones para Disney Channel, Radio Disney, el foro de Coleccionistas, Walt Disney Studios, Disney Living, Disney Corporate Citizenship, y Disney Interactive Media Group. Los Tesoros de los Archivos de Walt Disney en esta ocasión tuvieron un stand de alrededor de 12,000 pies cuadrados (1,100 m²) desde la presentación inaugural de la D23 Expo. La convención también contó con un nuevo pabellón, similar al pabellón de Walt Disney Imagineering de la D23 Expo 2009, el Carrusel de Proyectos de Walt Disney Parks and Resorts que mostró lo destacado de proyectos en desarrollo próximos a estrenar en los Parques Disney alrededor del mundo.
Los productos disponibles para comprar incluyeron la D23 Expo Dream Store desde la inauguración. Otras tiendas exclusivas para el evento fueron la Mickey's of Glendale de la sede de Walt Disney Imagineering en Glendale, California y el Walt Disney Archives Treasure de los archivos de Walt Disney en Burbank, California. Otras tiendas incluyeron A Small World Village y una Disney Store en el Disney Living Pavilion. Otra área popular era el Foro de Coleccionistas , donde los invitados podían comprar coleccionables Disney y conectar con el Disneyana Fan Club.
Los invitados también tuvieron la posibilidad de conocer y saludar a los repartos de ¡Buena suerte, Charlie!, Jake y los piratas del país de Nunca Jamás, Lemonade Mouth, So Random!, Phineas y Ferb, Kickin' it, Pecezuelos, A.N.T. Farm, Handy Mannya, Special Agent Oso, Par de Reyes, y Shake It Up.

### 2013
La D23 Expo regresó una vez más del 9 al 11 de agosto de 2013 en el Anaheim Convention Center. Disney más tarde estimó una concurrencia de alrededor 65,000 personas.  Walt Disney Studios presentó un vistazo de la películas El sueño de Walt, Maléfica, Muppets Most Wanted, Tomorrowland, y Thor: The Dark World, así como producciones animadas como The Good Dinosaur, Frozen, y Es hora de viajar. Lucasfilm tuvo su primera aparición en la expo con el panel "Crash Course in the Force: Star Wars Saga 101" con Pablo Hidalgo como anfitrión. Walt Disney Parks and Resorts exhibió pabellones relacionados con Pandora: The World of Avatar, futuras atracciones de Star Wars, Marvel’s Avengers Academy en Disney Magic, Disney Springs, y Disneyland Shanghai.

#### D23 Expo Japón
La primera D23 Expo Japón fue del 12 al 14 de octubre de 2013 en el área de Maihama en el Tokyo Disney Resort. Esta expo celebró múltiples aniversarios, el 90 aniversario de la compañía, el 30 aniversario del Tokyo Disney Resort, el 5º de Disney Mobile, y otros más.

### 2015
La cuarta D23 Expo tomó lugar del 14 al 16 de agosto de 2015 en el Anaheim Convention Center en Anaheim, California. Pixar y Walt Disney Animation Studios presentaron los primeros vistazos de Buscando a Dory, Zootopia, Moana, Toy Story 4 y Coco. Marvel Studios presentó materia de Capitán América: Civil War y arte conceptual de Doctor Strange, mientras Lucasfilm presentó un vistazo de Star Wars: Episodio VII - El despertar de la Fuerza. Walt Disney Pictures exhibió Alicia a través del espejo, El libro de la selva, La bella y la bestia, Piratas del Caribe: La venganza de Salazar, Pete's Dragon, The Finest Hours, y Queen of Katwe Además, los logotipos para Los increíbles 2 y Cars 3 fueron revelados. Disney Interactive llevó a cabo presentaciones de varios videojuegos, concretamente Star Wars: Battlefront, Disney Infinity 3.0, y Kingdom Hearts III. Las presentaciones incluyeron nuevas imágenes de los juegos, tráileres, y revelaciones; así como anuncios sorpresa e invitados especiales. Al final de la presentación de Walt Disney Studios, Bob Iger hizo un anuncio de sorpresa, que Disney estaba desarrollando un nuevo parque temático de Star Wars para Disneyland y Disney's Hollywood Studios. Presentaciones adicionales incluyeron "Disney on Broadway: The Originals" celebrando las adaptaciones de las películas Disney al teatro por Disney Theatrical Productions, y  "FROZEN FANdemonium - A Musical Celebration!" que celebraba la música de Frozen.

#### D23 Expo Japón
La segunda D23 Expo Japón fue del 6 al 8 de noviembre de 2015 en el Tokyo Disney Resort. 

### 2017
La quinta D23 Expo, del 14 al 16 de julio de 2017 en el Anaheim Convention Center en Anaheim, California. Pixar y Walt Disney Animation Studios presentaron primeros vistazos de Ralph Breaks the Internet, Los Increíbles 2 y Coco. Lucasfilm presentó un detrás de escenas de Star Wars:  Star Wars: Episodio VIII - Los últimos Jedi, Marvel Studios presentó una primera mirada en Avengers: Infinity War, y Walt Disney Pictures presentó vistazos a A Wrinkle in Time, El regreso de Mary Poppins, El Cascanueces y los cuatro reinos, y la adaptación de El rey león. Walt Disney Parks and Resorts reveló que ambas áreas temáticas de Star Wars serán llamados Star Wars: Galaxy's Edge. El New York Times estimó una concurrencia de alrededor de 100,000 personas en el D23 Expo 2017.

### 2019
Se realizó del 23 al 25 de agosto en Anaheim Convention Center. Algunos de los proyectos anunciados fueron: She-Hulk: Attorney at Law, Moon Knight; Ms. Marvel; Black Panther: Wakanda Forever; Soul; Onward; Raya y el último dragón; Mulan; Jungle Cruise; Cruella; What If...?; The Falcon and the Winter Soldier; WandaVision; Loki; Ojo de Halcón; The Mandalorian; Obi-Wan Kenobi; Lady and the Tramp y Noelle.

### 2022
El 28 de septiembre de 2020, Walt Disney Company anunció que la séptima D23 Expo se llevará a cabo del 9 al 11 de septiembre de 2022 en el Anaheim Convention Center en Anaheim, California. El evento estaba originalmente programado para 2021, pero se retrasó un año debido a la pandemia de COVID-19 en los Estados Unidos, y Disney también afirmó que la demora les permitiría usar la exposición para resaltar sus planes para el Centenario de Walt Disney Company en 2023.

### 2024
La octava D23 Expo se llevará a cabo del 9 al 11 de agosto de 2024 en el Anaheim Convention Center en Anaheim, California.